# Oulad Ben Hammadi
Oulad Ben Hammadi (àrab أولاد بن حمادي) és una comuna rural de la província de Sidi Slimane de la regió de Rabat-Salé-Kenitra. Segons el cens de 2014 tenia una població total de 12.778 persones.